# The Peggies
The Peggies sono state un gruppo musicale pop-rock giapponese. 

## Storia del gruppo
Nate nel 2009, le Peggies vengono ricordate per aver realizzato le sigle di numerosi anime, tra i quali Boruto: Naruto Next Generations (2017), Seishun buta yarō wa yumemiru shōjo no yume o minai (2018), Sarazanmai (2019), Rent a Girlfriend (2020), My Hero Academia (2021) e In the Heart of Kunoichi Tsubaki (2022). Nel 2022 le Peggies annunciarono il temporaneo e indefinito ritiro dalle scene.

## Formazione

### Ultima formazione
- Yuuho Kitazawa – voce, chitarra
- Makiko Ishiwata – basso
- Miku Onuki – batteria

### Ex membri
- Maiko Nagasaka – chitarra

## Discografia

### Album
- 2014 – Goodmorning in Tokyo
- 2015 – New Kingdom

### Singoli
- 2016 – Sputnik/Love Trip
- 2017 – Dreamy Journey
- 2017 – Baby!
- 2018 – Kimi no Sei

### Extended play
- 2015 – PPEP1
- 2018 – Super boy! Super girl!!
- 2018 – Natsumeki Summer EP